# Совјетски рејон Гомеља
Совјетски рејон (рус. Советский район) је административно-територијална јединица (градски рејон) у саставу града Гомеља. Простире се на југозападу града. Заузима површину од 5100 ha, од чега је 671,1 ha зелених површина. Има око 177 хиљада становника (што чини око 37% од укупног броја становника града). Основан је 1973. године на рачун смањивања Централног, Новобелицког и Железнодорожног рејона. Главне улице рејона су Речицки ауто-пут, Улица Барикина, Булевар Октобра и Улица Богдана Хмељницког.
У рејону постоји 196 улица. Њихова укупна дужина је 172 километра. У рејону постоје три парка и 22 сквера. Највећа водена површина, поред реке Сож, је Љубенскоје језеро. 
Индустрију рејона чине - 37 великих индустријских, 58 грађевинских предузећа, 13 транспортних и 12 енергетских предузећа, 5 предузећа из области индустрије нафте и гаса, 10 организација прерађивачке индустрије и пољопривреде. Највећа индустријска предузећа овог рејона су „Гомељски химзавод“, „Центролит“ и „Вагоноремонтни завод“.
Од здравствених установа у рејону се налазе 2 болнице, 4 одељења градске поликлинике, 2 одељења дечје поликлинике, централна градска стоматолошка поликлиника, 4 обласна диспанзера, 1 саветовалишно-дијагностичка офталмолошка поликлиника и 1 санаторијум
Културни објекти у Совјетском рејону су 2 дома културе, 8 библиотека, 2 музичке школе и 1 биоскоп.
Спортске објекте чине 2 стадиона, 3 базена, 79 спортских сала, 175 спортских терена, 24 стрељане и 11 спортских школа за децу и омладину. У рејону постоје 4 институције високог образовања, 3 стручне школе, 18 средњих школа, 1 колеџ, 2 лицеја 5 гимназија и 41 обданишта.
Споменици совјетском писцу Николају Островском, козачком хетману Богдану Хмељницком, украјинском писцу Тарасу Шевченку, белоруском песнику Јанки Купали се налазе у Совјетском рејону као и меморијални комплекс сећања на погинуле војнике интернационалисте, вечна ватра и већи број декоративних скулптурних композиција.
На челу рејона се налази Олег Величков.